# 墨菲 (密蘇里州)
墨菲（英語：Murphy）是位於美國密蘇里州傑佛遜縣的普查規定居民點。

## 歷史
墨菲的郵局於1894年設立，其後於1906年停運。

## 人口
根據2020年美國人口普查的數據，墨菲的面積為10.10平方千米，當中陸地面積為10.01平方千米，而水域面積為0.09平方千米。當地共有人口8425人，而人口密度為每平方千米834.16人。